# (17059) Elvis
(17059) Elvis (1999 GX5) – planetoida z grupy pasa głównego asteroid okrążająca Słońce w ciągu 3,76 lat w średniej odległości 2,42 j.a. Odkryta 15 kwietnia 1999 roku.